# Лузнавская волость
Лу́знавская во́лость (латыш. Lūznavas pagasts) — одна из двадцати пяти территориальных единиц Резекненского края Латвии. Находится в южной части края, на берегу озера Разнас. Граничит с Озолайнской, Чёрнайской, Маконькалнской, Малтской и Силмалской волостями своего края.
Крупнейшими населёнными пунктами волости являются сёла: Лузнава (волостной центр), Зосна, Вецзосна, Исмери, Турчани, Вишкери, Харченки, Скрадели, Вертукшне.
В сёлах Лузнава и Зосна сохранились усадебные постройки XIX века. В Зосне также находится католическая церковь Святого Архангела Михаила; в Исмери — православная старообрядческая церковь.
По западной оконечности Лузнавской волости, минуя село Вертукшне, проходит автомобильная дорога A13 Гребнево — Резекне — Даугавпилс — Медуми, являющаяся частью европейского маршрута E 262.
Территория волости богата озёрами, крупнейшими из которых являются Зоснас и Вертукшняс.
Часть территории волости занимает национальный парк Разнас.

## История
Нынешняя Лузнавская волость находится на землях некогда стоявшей здесь Лузнавской усадьбы, отстроенной после смены прежнего владельца в 1870-е годы.
В 1945 году в Малтской волости Резекненского уезда был создан Шпельский сельский совет. После отмены в 1949 году волостного деления он входил в состав Малтского (1949—1959) и Резекненского районов.
В 1954 году к Шпельскому сельсовету была присоединена территория ликвидированного Вертукшньского сельсовета. В 1960 году совхоз «Малта» и территория санатория «Разна» Шпельского сельсовета были переданы рабочему посёлку Малта. В 1965 году к Шпельскому сельсовету была присоединена часть Малтской сельской территории. В 1971 году — часть ликвидированного Бумбишковского сельсовета и территория совхоза «Малта» Зосненского сельсовета. В 1989 году Шпельский сельсовет был переименован в Лузнавский сельсовет.
В 1990 году Лузнавский сельсовет был реорганизован в волость. В 2009 году, по окончании латвийской административно-территориальной реформы, Лузнавская волость вошла в состав Резекненского края.